# Для всього людства
«Для всього людства» (англ. For All Mankind) — американський документальний фільм 1989 р. про місії «Аполлон» космічного агентства НАСА. Режисер — Ел Райнерт, композитор — Брайан Іно.

## Сюжет
Плівка складається з 80 хвилин реальних документальних кадрів НАСА, в основному, з місій Аполлон 1960-х і 1970-х років. У центрі уваги фільму — людські погляди на космічні польоти, присутні оригінальні кадри з голосами астронавтів, інтерв'ю тощо. Серед тих, хто надає коментарі — Джим Ловелл, Майкл Коллінз, Чарльз Конрад, Джон Свайгерт і Кен Маттінглі. Фільм концентрується на красі Землі, яку видно з космосу.

### Сцени
Фільм містить такі сцени:
- Схід Сонця над краєм Землі
- Плаваючий магнітофон в періоди невагомості
- Перші великим планом фотографії Місяця
- Подорож по темній стороні Місяця
- Місячний модуль, який спокійно дрейфує вниз під невеликим кутом до поверхні Місяця
- Приземлення в Море Спокою: «Орел приземлився».
- Перший крок на Місяці Ніла Армстронга.
- Падіння пера і молотка разом, щоб довести принцип Галілея
- Збір каменів і зразків ґрунту з поверхні Місяця.

## Критика
Рейтинг фільму на сайті IMDb — 8,2/10.

### Нагороди
For All Mankind був номінований на премію Оскар за найкращий документальний фільм в 1990 р.